# Eloria hoplochares
Eloria hoplochares är en fjärilsart som beskrevs av Collenette 1950. Eloria hoplochares ingår i släktet Eloria och familjen tofsspinnare. Inga underarter finns listade i Catalogue of Life.